# Bajorország vasútvonalainak listája

Németország tartományai

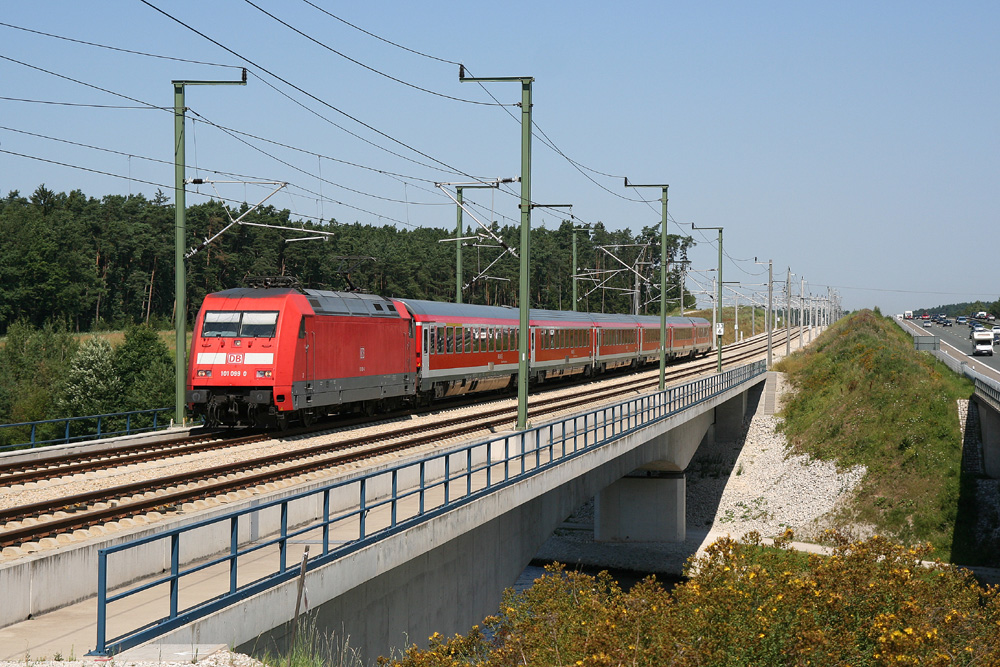
A München–Nürnberg-expressz a Nürnberg–München nagysebességű vasútvonalon

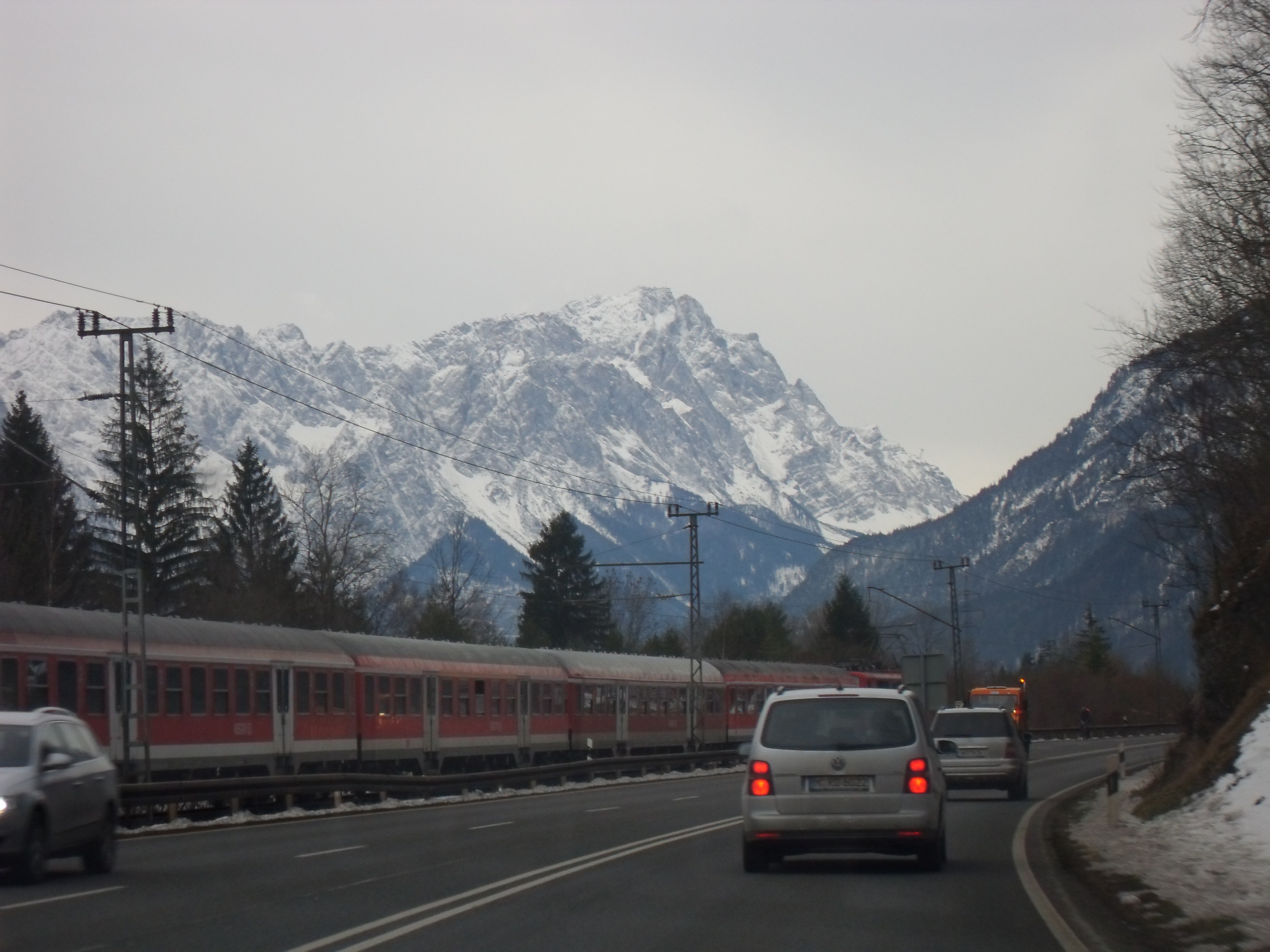
A Mittenwaldbahn

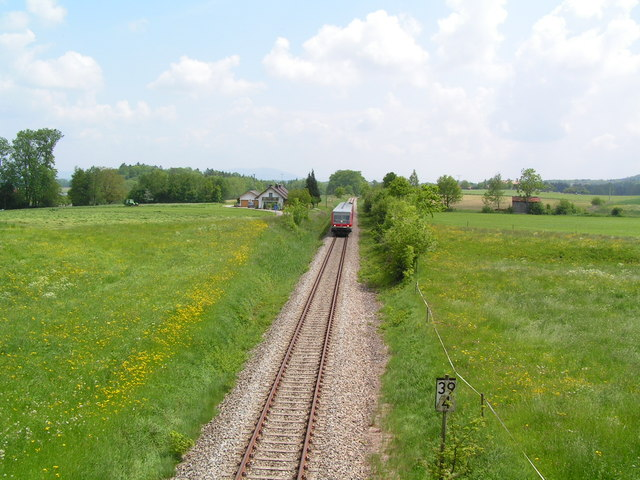

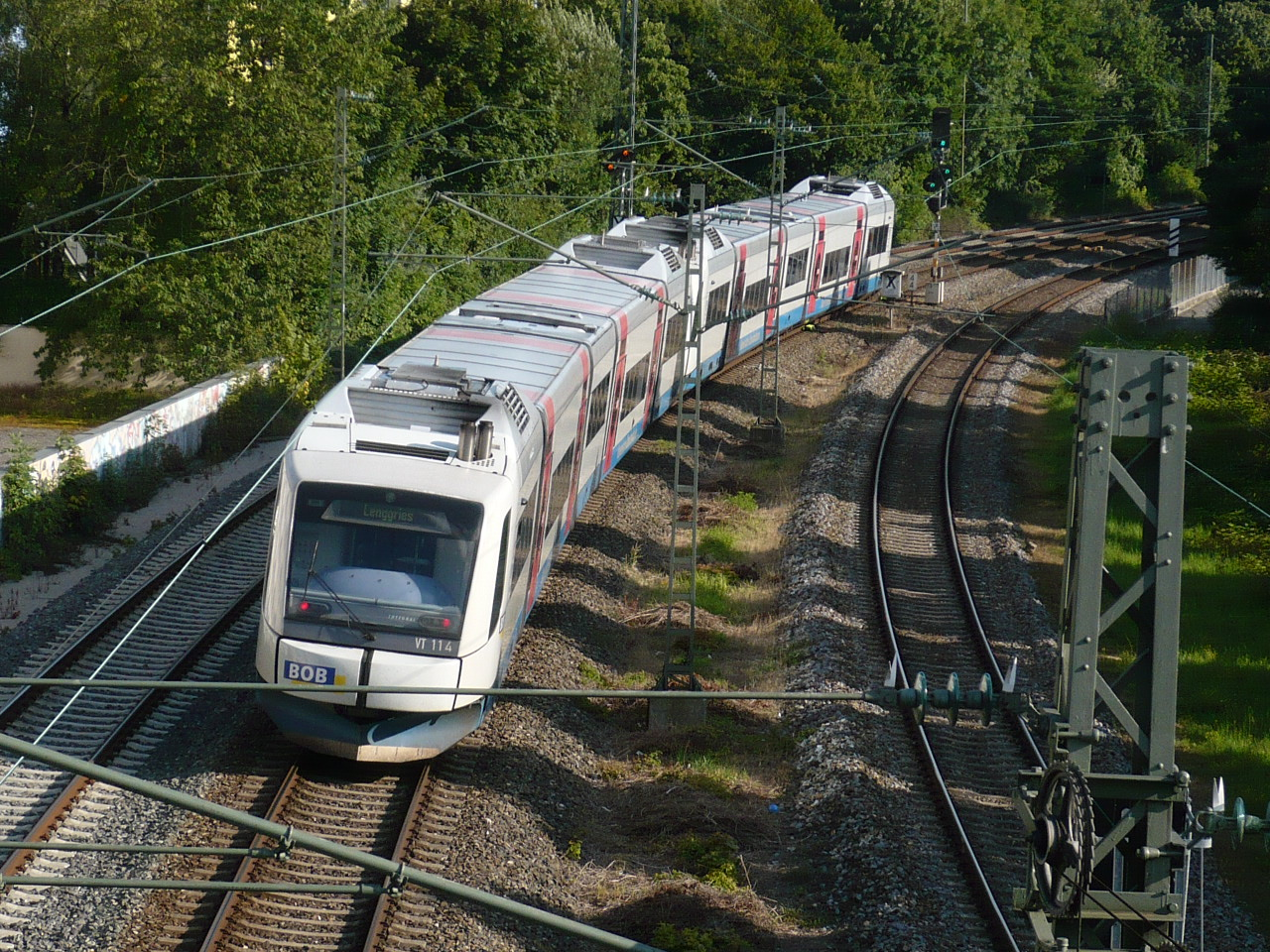

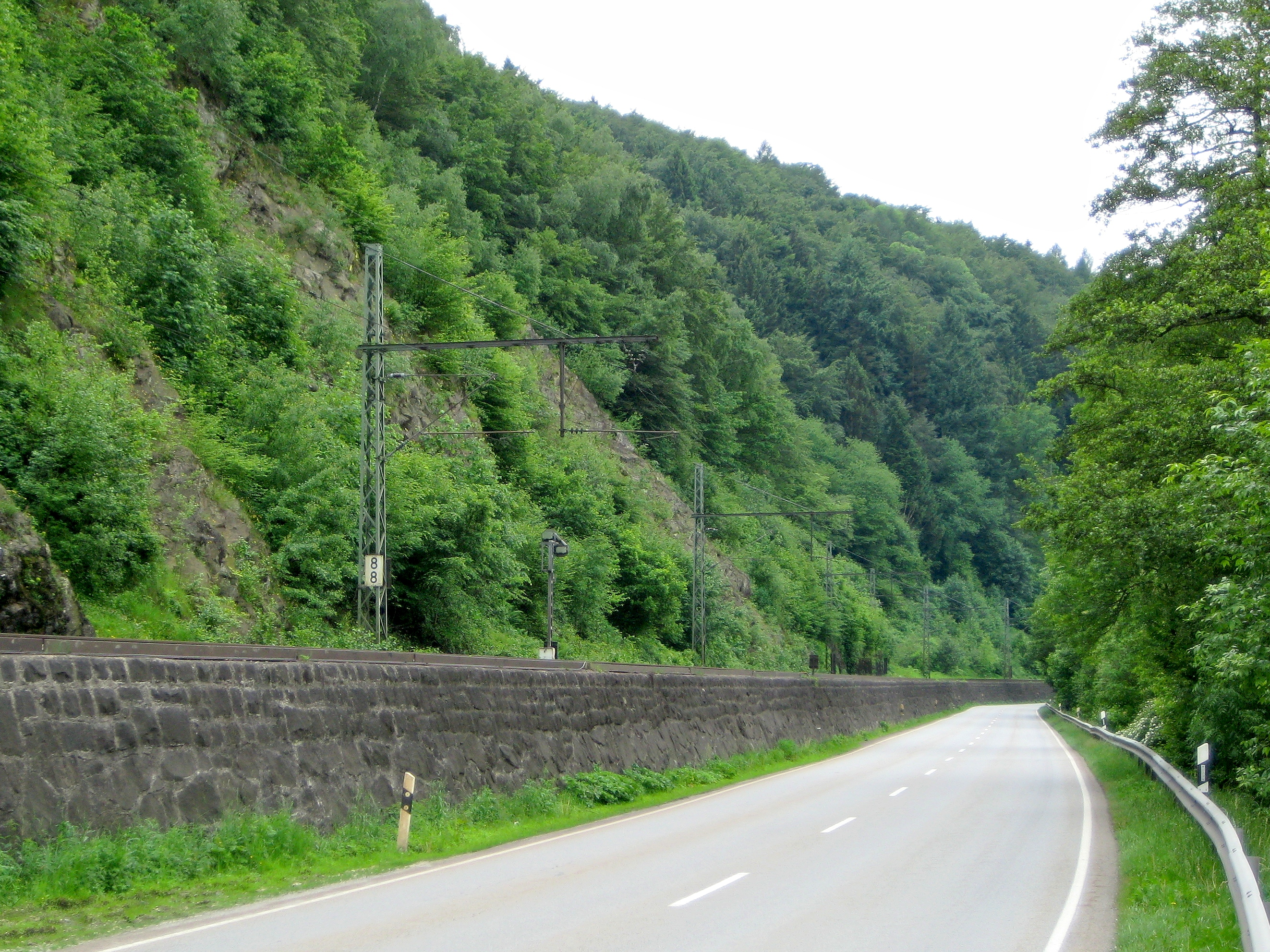

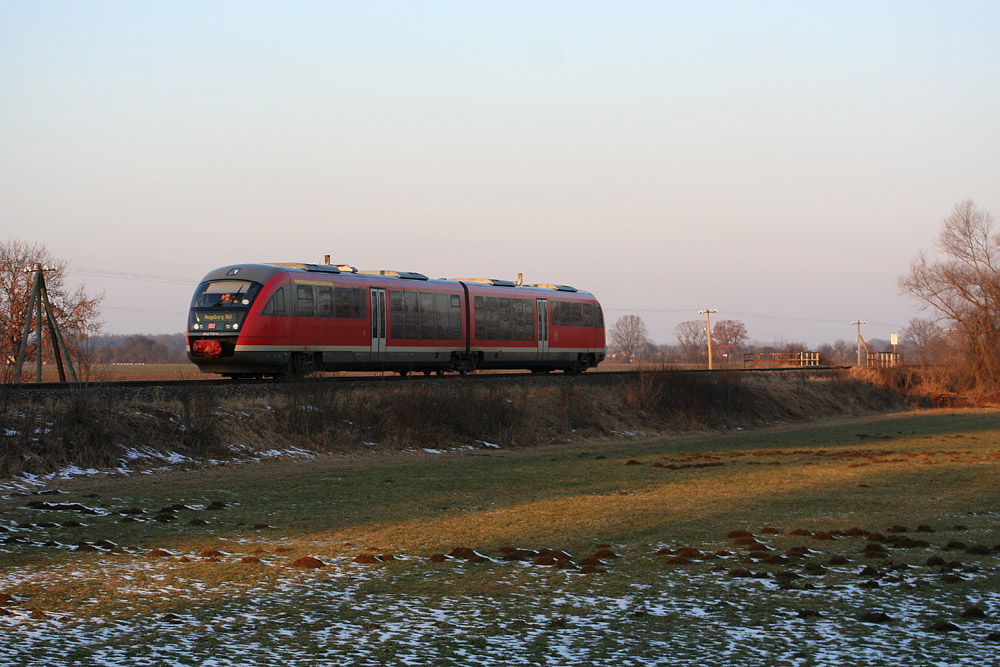

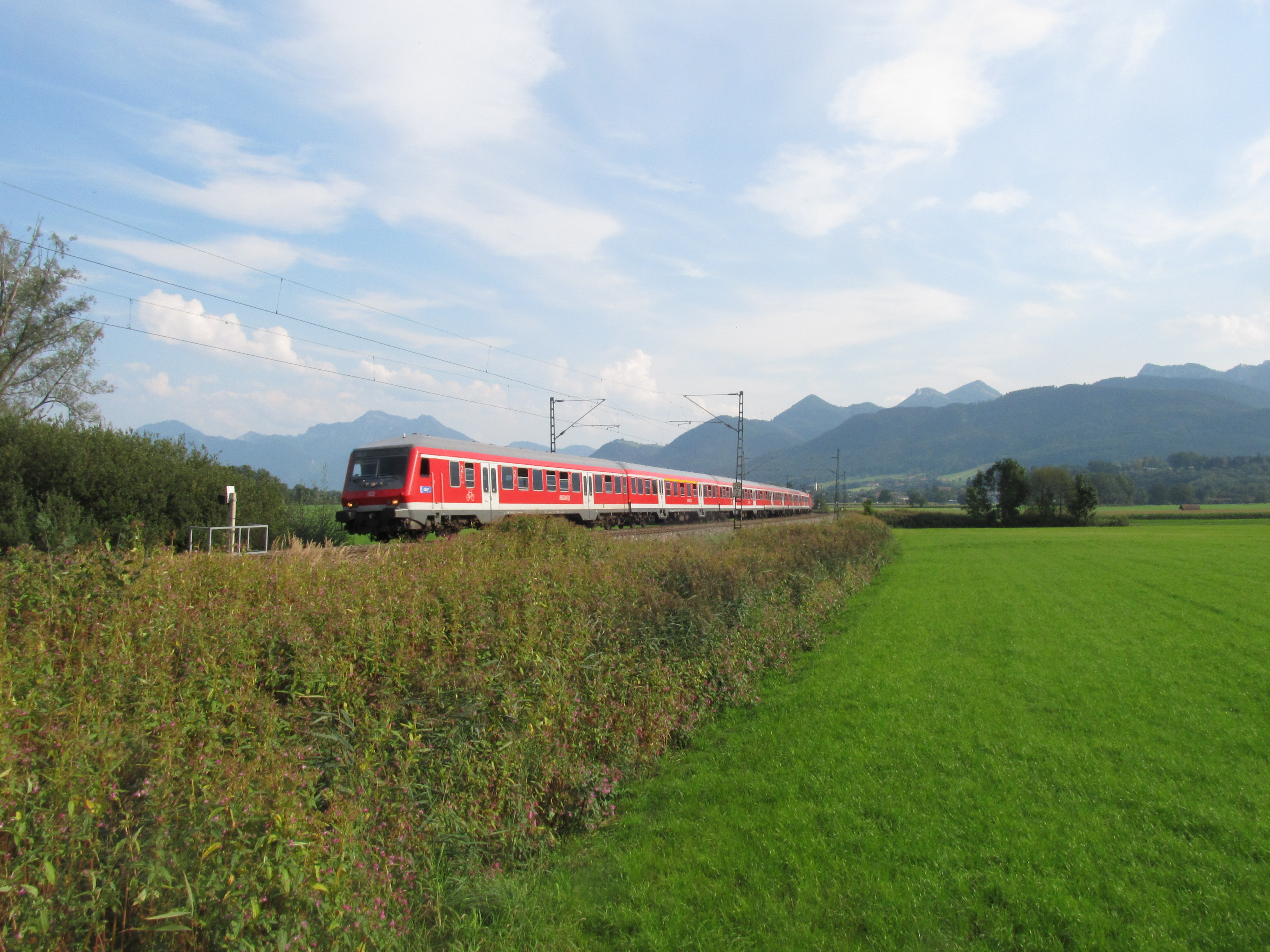

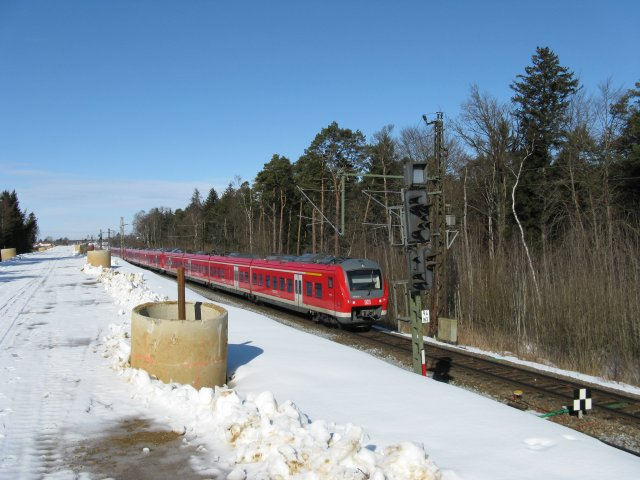

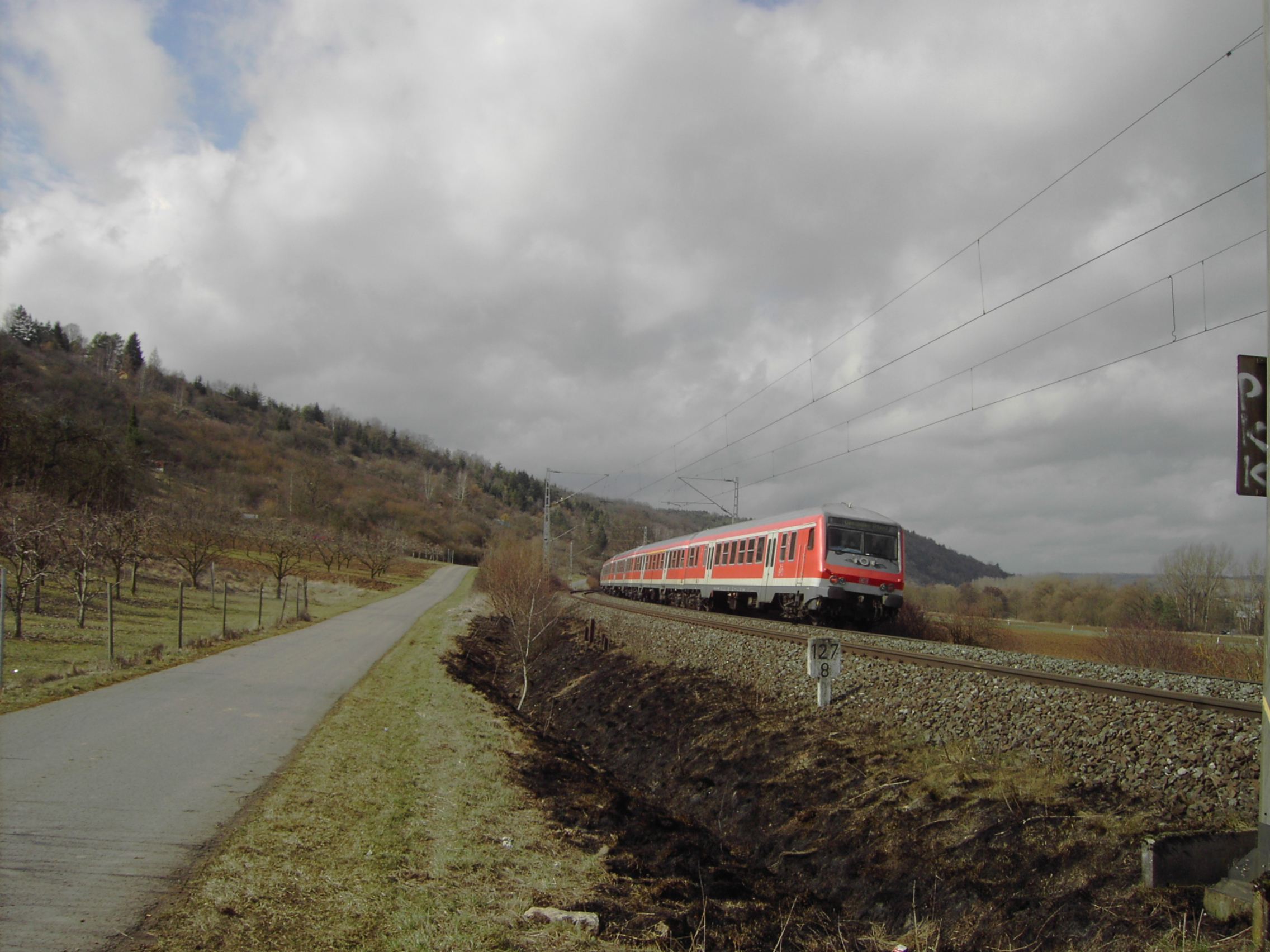

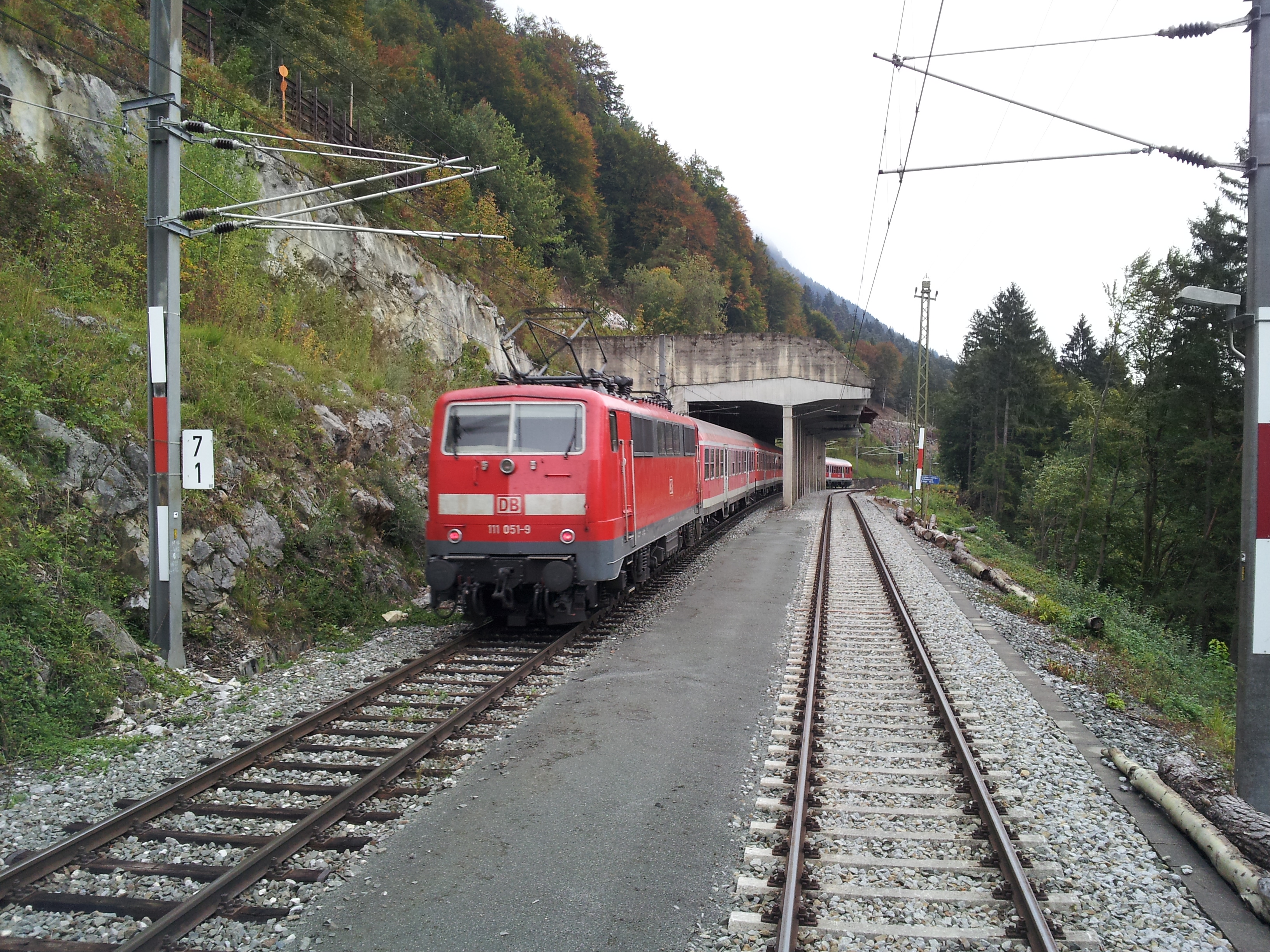

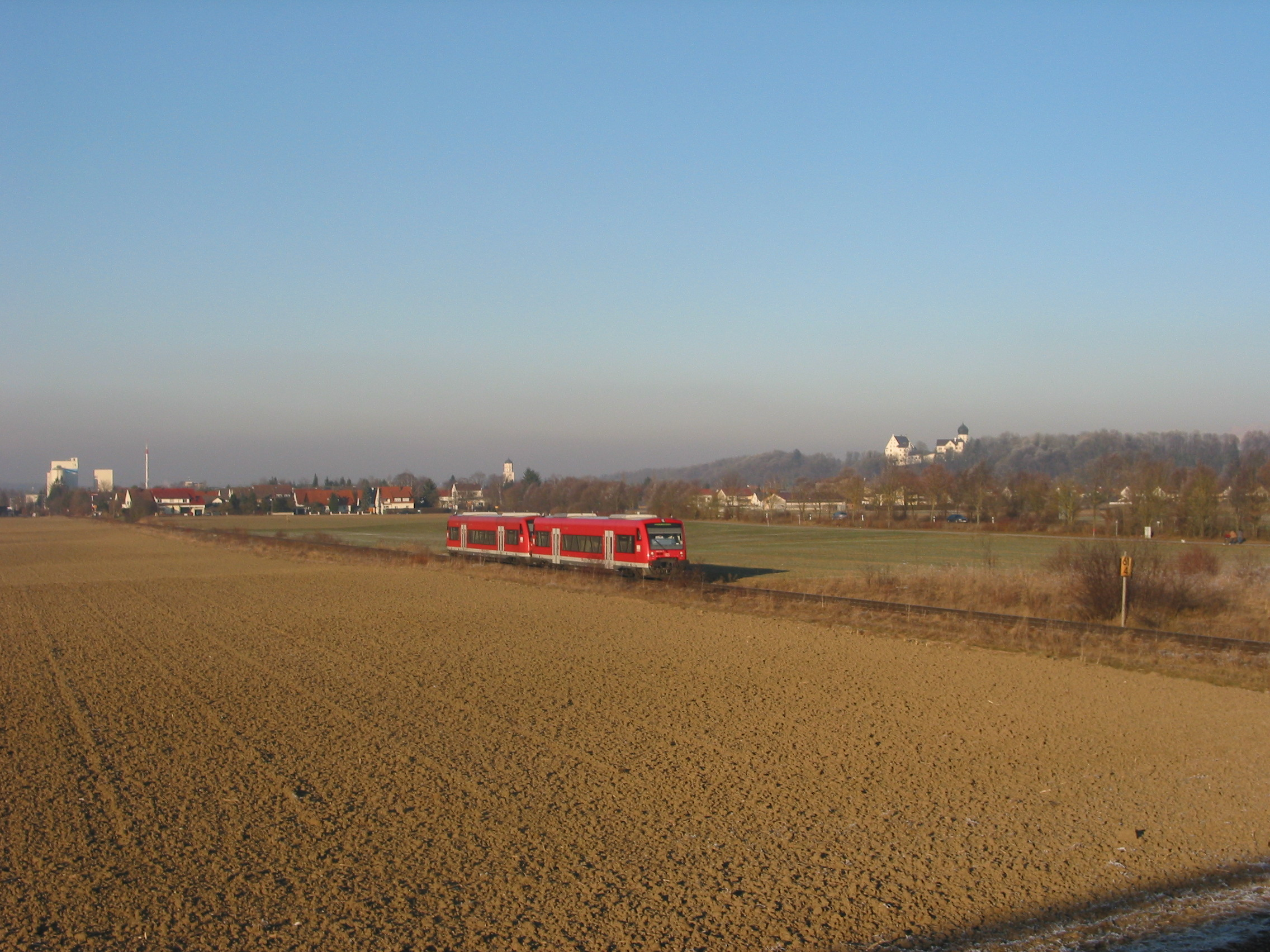

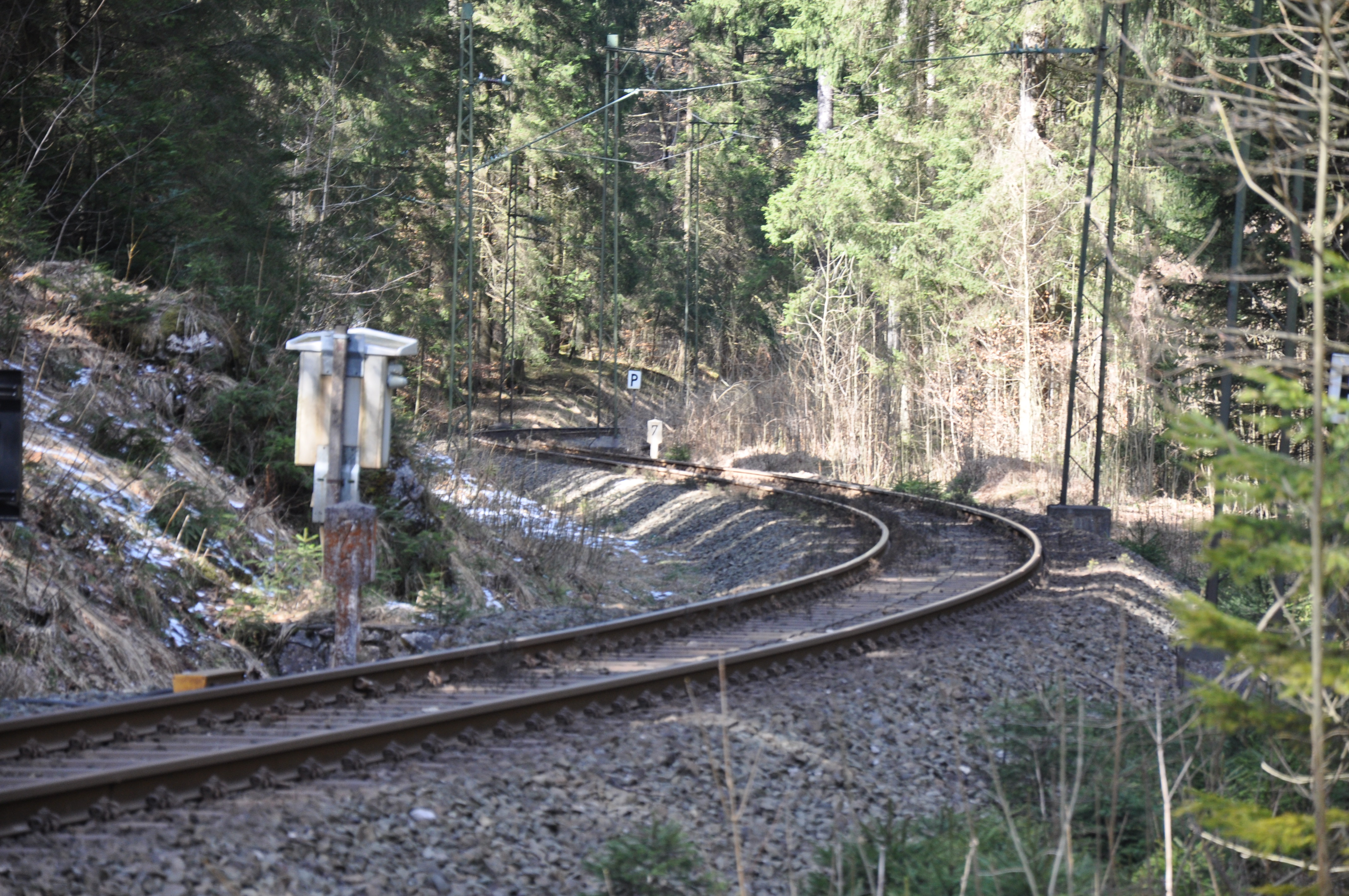
A Freilassing–Berchtesgaden-vasútvonal

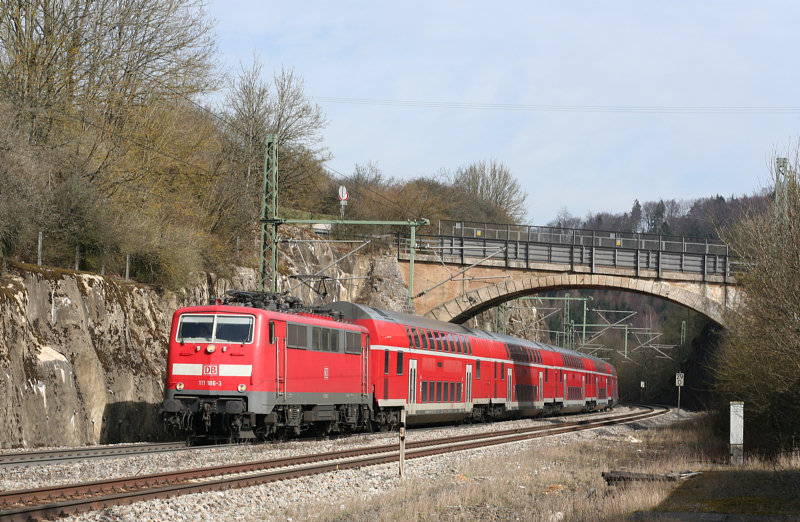

Ez a lista a németországi Bajorország tartomány vasútvonalait sorolja fel ábécé sorrendben. A lista nem teljes.

## Vasútvonalak
- Aalen–Donauwörth-vasútvonal
- Allgäubahn
- Augsburg–Buchloe-vasútvonal
- Ammerseebahn
- Mering–Weilheim-vasútvonal
- Außerfernbahn
- Bamberg–Hof-vasútvonal
- Bayerische Oberlandbahn
- Bayerische Waldbahn
- Bayerische Zugspitzbahn
- Biessenhofen–Füssen-vasútvonal
- Bobingen–Landsberg am Lech-vasútvonal
- Buchloe–Memmingen-vasútvonal
- Donautalbahn
- Feucht–Altdorf-vasútvonal
- Filzenexpress
- Freilassing–Berchtesgaden-vasútvonal
- Fuchstalbahn
- Gräfenbergbahn
- Grafing–Wasserburg-vasútvonal
- Günzburg–Mindelheim-vasútvonal
- Hannover–Würzburg nagysebességű vasútvonal
- Holzkirchen–Rosenheim-vasútvonal
- Immenstadt–Oberstdorf-vasútvonal
- Ingolstadt–Treuchtlingen-vasútvonal
- Tutzing–Kochel-vasútvonal
- Landsberg am Lech–Schongau-vasútvonal
- Landshut–Plattling-vasútvonal
- Landshut–Rottenburg-vasútvonal
- Lechfeldbahn
- Lindau–Bludenz-vasútvonal
- Mangfalltalbahn
- Mittelschwabenbahn
- Mühldorf–Freilassing-vasútvonal
- Mühldorf–Pilsting-vasútvonal
- München–Augsburg nagysebességű vasútvonal
- München–Augsburg-vasútvonal
- München–Garmisch-Partenkirchen-vasútvonal
- München–Herrsching-vasútvonal
- München–Holzkirchen-vasútvonal
- München–Lindau-vasútvonal
- München–Mühldorf-vasútvonal
- München–Regensburg-vasútvonal
- Murnau–Oberammergau-vasútvonal
- Mühldorf–Burghausen-vasútvonal
- Mühldorf–Simbach am Inn-vasútvonal
- München–Rosenheim-vasútvonal
- Neu-Ulm–Kempten-vasútvonal
- Neumarkt-Sankt Veit–Landshut-vasútvonal
- Nürnberg–Augsburg nagysebességű vasútvonal
- Nürnberg–Augsburg-vasútvonal
- Nürnberg–Bamberg-vasútvonal
- Nürnberg–Cheb-vasútvonal
- Nürnberg–Crailsheim-vasútvonal
- Nürnberg–Feucht-vasútvonal
- Nürnberg–Erfurt nagysebességű vasútvonal
- Nürnberg–München nagysebességű vasútvonal
- Nürnberg–Regensburg-vasútvonal
- Nürnberg–Schwandorf-vasútvonal
- Nürnberg–Roth-vasútvonal
- Paartalbahn
- Passau–Neumarkt-Sankt Veit-vasútvonal
- Plattling–Bayerisch Eisenstein-vasútvonal
- Prien–Aschau-vasútvonal
- Regensburg–Hof-vasútvonal
- Regensburg–Neuoffingen-vasútvonal
- Regensburg–Oberkotzau-vasútvonal
- Regensburg–Passau-vasútvonal
- Riesbahn
- Rosenheim–Kufstein-vasútvonal
- Rosenheim–Mühldorf-vasútvonal
- Rosenheim–Salzburg-vasútvonal
- Rottalbahn
- Treuchtlingen–Würzburg-vasútvonal
- Ulm–Augsburg-vasútvonal
- Weilheim–Schongau-vasútvonal
- Wels–Passau-vasútvonal
- Wendelsteinbahn
- Wendlingen–Ulm nagysebességű vasútvonal
- Würzburg–Bamberg-vasútvonal